# Chaetorellia succinea
Chaetorellia succinea är en tvåvingeart som först beskrevs av Costa 1844.  Chaetorellia succinea ingår i släktet Chaetorellia och familjen borrflugor. Inga underarter finns listade i Catalogue of Life.